# Tarzan and the Foreign Legion
Tarzan and the Foreign Legion è un romanzo di Edgar Rice Burroughs, ventiduesimo del suo Ciclo di Tarzan. Il libro, scritto fra il giugno e il settembre 1944 mentre Burroughs viveva a Honolulu e pubblicato nel 1947, è stata l'ultima delle sue opere pubblicate in vita (Lhana di Gathol del Pianeta Marte, il decimo libro del ciclo di John Carter di Marte, venne pubblicato nel 1948, ma è una raccolta di quattro storie che erano state originariamente pubblicate sulla rivista Amazing Stories nel 1941).
Il romanzo è inedito in italiano.

## Trama
Mentre sta servendo nella RAF sotto l'identità civile di John Clayton nel corso della seconda guerra mondiale, Tarzan viene abbattuto sull'isola di Sumatra nei territori occupati dal Giappone nelle Indie Orientali. Egli usa le proprie abilità e la propria esperienza nella giungla per sopravvivere e per salvare i propri compagni nell'esercito, nonché per combattere contro i giapponesi mentre cerca un modo per lasciare il territorio nemico.
Tarzan, anche, rivela ai propri compagni come nella propria giovinezza, dopo aver salvato la vita di uno sciamano, è stato ricompensato da un trattamento gli ha concesso l'immortalità. (In accordo con Tarzan Alive: A Definitive Biography of Lord Greystoke, uno studio a opera di Philip José Farmer sulla vita e la carriera dell'Uomo Scimmia, questo evento ha da collocarsi attorno al gennaio del 1912).

## Adattamento a fumetti
Il libro è stato adattato nella serie a fumetti di Tarzan edita dalla Gold Key Comics nei numeri 192-193, datati dicembre 1970 e gennaio 1971.

## Copyright
Il copyright per queste storie è scaduto in Australia, e per questo è ora lì di pubblico dominio. Il testo è disponibile attraverso il Progetto Gutenberg.